# 동예
동예(東濊, 기원전 82년 ~ 5세기, 6세기경)는 한반도 동해안 일대에 동옥저와 자리잡았던 초기 부족 국가의 하나이다. 예(濊)라고 불렸으나, 넓은 의미의 예와 구별하기 위해 통상 ‘동예’라고 부른다. 강원도 북부의 동해안을 중심으로 북쪽으로는 함경남도 원산으로부터 남쪽으로는 강원도 강릉(명주)과 경상북도 일부 지역에 이르렀고 영서지역 산간까지 세력범위로 하였는데, 서쪽의 마한·백제와 군사적으로 대립하였다는 기록이 있다. 농사를 주업으로 하였고, 직조기술도 발달하였다. 산과 하천을 경계로 읍락이 구분되어 각 읍락을 삼로(三老)가 통치했다.
5세기에는 광개토대왕에 병합되었다. 6세기에 일부 영역이 신라의 진흥왕에게 완전히 복속되어 신라의 하슬라주(何瑟羅州)로 편입되었다. 진흥왕은 옛 동예 영토의 위쪽 지방에 황초령 진흥왕 순수비와 마운령 진흥왕 순수비를 세움으로써 신라의 영토임을 확실시하였다.

## 역사
지금의 원산에서부터 강릉까지 사이의 중부 동해안 지역에 자리 잡고 있던 부여족 계열의 부족 국가로서, 옥저와 마찬가지로 한군현에 속해 있다가 6세기 이후 멸망했다.

## 멸망
6세기 이후, 동예의 옛 땅은 확실히 신라의 영토가 되었음이 문헌과 금석문, 발굴을 통해 입증되었다. 현재 멸망에 대한 기록은 남아있지 않으나 몇가지 가설이 제시되어 있다.

### 신라의 정복
신라가 전성기일 때 함경도 일대 동해안까지 진출함으로써 신라에 정복되었다는 설이다. 6세기 중반 신라 진흥왕의 북진으로 신라에 완전 병합되어 하슬라주가 된 사실과, 강원도 위쪽 지방인 함경남도에 마운령 진흥왕 순수비와 황초령 진흥왕 순수비가 발견된 사실로 볼 때, 가장 유력한 설로 평가된다.
九年, 春二月, 高句麗與穢 人攻百濟獨山城, 百濟請救. 王遣將軍朱玲, 領勁卒三千擊之, 殺獲甚衆

(9년(548) 봄 2월에 고구려가 예인(穢人)과 함께 백제의 독산성(獨山城)을 공격하여 백제가 구원을 요청하였다. 왕은 장군 주령(朱玲)을 보내서 굳센 군사 3천 명을 거느리고 공격하였는데, 죽이거나 사로잡은 사람이 매우 많았다. )— 김부식(1145). 〈본기 권4 진흥왕〉. 《삼국사기》.

二十六年 春正月 高句麗王平成 與濊謀 攻漢北獨山城 王遣使請救於新羅 羅王命將軍朱珍 領甲卒三千發之 朱珍日夜兼程 至獨山城下 與麗兵一戰 大破之

(26년(548) 봄 정월에 고구려 왕 평성(平成)이 예(濊)와 모의하여 한강 북쪽(漢北)의 독산성(獨山城)을 공격하였다. 왕은 사신을 신라에 보내 구원을 요청하였다. 신라 왕은 장군 주진(朱珍)에게 명령하여 갑옷 입은 군사 3천 명을 거느리고 떠나게 하였다. 주진(朱珍)이 밤낮으로 길을 가서 독산성 아래에 이르러 고구려 군사와 한 번 싸워 크게 격파하였다. )— 김부식(1145). 〈본기 권26 성왕〉. 《삼국사기》.

### 자연적 멸망
동예의 정치형태는 중앙집권화가 되지 않은 군장국가의 형태였기 때문에, 왕권이 한곳으로 모이지 못했다. 따라서 내부적인 분열, 반란 등에 의해 스스로 멸망했을 것이라는 가설이 있다.

### 기타
- 고구려가 위나라와의 전쟁으로 피폐해지자 동예는 낙랑군의 영향권에 들어갔다가, 미천왕이 313년 낙랑군을 병합하자 동예도 고구려에 병합되었다는 가설이다. 다만 동예가 고구려의 정식 영토로 편입된 것이 아니라, 속국의 형태로 예속되었을 가능성이 높다. 따라서 동예의 직접적인 멸망에 대해 학계에서 인정받는 가설은 아니다.

- 또한 해외 유목민 또는 북방민족들의 이주로 인해 멸망했을 것이라는 가설도 있다.

## 위치
예에 대한 기록은 《후한서》에서 처음 등장하는데,‘예는 북쪽으로 고구려와 옥저를 접하고, 남쪽으로 진한과 접하며, 동쪽은 바다에 닿고, 서쪽은 낙랑에 이르니 본시 조선의 땅’이라고 기술하였다. 《삼국지》 부여전에서는 “위나라 때 부여의 곳집에 인문(印文)이 있었는데 예왕(濊王)의 도장이라 했고, 나라 안에 옛 성이 있었는데 이름을 예성(濊城)이라 했으니, 대개 본시 예·맥의 땅”이라고 기술하였다.
《삼국사기》 신라본기 지리지에서는 ‘명주는 본디 고구려의 아슬라주인데 뒤에 신라에 속하였다. 가탐(賈耽)의 《고금군국지》(古今郡國志)에 ‘지금 신라 북쪽 지경 명주가 대개 예국(濊國)이다. 이전 역사책(삼국지 부여전 등)에서 부여로 예 땅을 삼은 것은 대개 잘못이다’라고 기술하여, 동예의 위치를 지금의 강릉시 일대로 비정하고 있다. 《동사강목》에서는 ‘고구려 태조왕이 동옥저를 취하였는데, 그 땅이 동쪽으로는 창해에 이르렀다 하였으니, 동옥저의 땅은 지금의 함경남도인 것이다. 그렇다면 옛날 예 땅은 여기까지이고 한나라의 무제가 설치한 창해군이 통솔한 땅 또한 여기까지였는가’라고 기술하였다. 《고려사》 지리지에서는 ‘명주는 본시 예국이다’라고 하였고, 《여지승람》에는 ‘강릉이 본디 명주인데, 강릉부 동쪽에 예의 옛 성이 있으니 아마도 그 수도이다’라고 하였다.
《삼국지》「동이전」에 2만 호의 인구가 기록되어 있고, 《한서》「동이열전」에서는 28만 명이 한의 요동군에 투항한 기록이 나온다. 대한민국 역사학회는 대부분 일반적으로 두 사서의 예를 별개의 세력으로 보고 있다.
윤내현 교수는 예(濊)는 원래 고조선의 제후국으로 요서지방의 난하 유역에 위치하고 있었는데 위만조선이 멸망한 후 낙랑군을 피하여 동으로 이동하여 강원도 일대에 정착했다는 설을 주장한다.

## 정치·문화
공열(孔列)토기로 대표되는 무문토기문화이다. 주민은 옥저·고구려와 같은 예맥족이며 언어·풍속도 거의 같았다. 중기 이후로는 고구려의 압력을 받아 크게 성장하지 못하였다.
《삼국지》〈위지〉(魏志)에 따르면, 호수(戶數)는 2만 정도이나 군주가 없었으며, 옥저의 삼로(三老)와 같이 중국 민족이 온 이래 후(侯)·읍장(邑長)·삼로(三老)의 관명을 사용하며 서민을 다스렸다.
한편 책화(責禍)라는 씨족 사회의 유습(遺習)이 남아 있었다.
책화란 다른 마을을 침범할 경우에는 재물과 가축으로서 그를 보상한다는 제도이다.
또, 아래 족외혼에도 역시 씨족사회의 유습이 드러난다.
동예의 법속으로는 살인자는 사형에 처한다는 원시 형법이 사용되었으며, 도적이 적었다.

### 특산물
단궁(檀弓), 문표(文豹), 과하마(果下馬), 반어피(班魚皮, 海豹皮), 명주(비단)와 삼베 등의 특산물이 있었다.
- 과하마 : 나무 밑을 지나갈 수 있는 키 3척의 말
- 반어피 : '반어피'는 수·당대 이후로 해표(바다표범)의 가죽이라고 하였다.[9]
- 명주(비단)와 삼베 : 방직 기술이 발달

### 풍습
혼상법(婚喪法)은 고구려와 비슷하여 동성(同姓)간에는 혼인을 하지 않고(족외혼), 질병자나 사망자가 있으면 곧 집을 버리는 등 금기(禁忌)가 많았다. 주민은 검소·근면하고 싸움에 능하였다. 매년 10월에 무천(舞天)이라 일컬어진 제천행사가 있었다. 다른 부족의 생활권을 침범하면 노비와 소, 말로 변상하는 책화라는 풍습이 있었다. 또한 새벽에 별자리를 관찰하여 그 해의 풍흉을 점쳤다(별점).

## 같이 보기
- 신라
- 옥저
- 고조선
- 고구려
- 독산성 전투(獨山城 戰鬪)

## 참고 문헌
- 한국사 4권 -초기국가:고조선 부여 삼한, 국사편찬위원회